# 1957年ミラノ・トリエンナーレ
第11回ミラノ・トリエンナーレ (XI Triennal of Milan) は1957年7月27日から11月4日までイタリアのミラノで開催されたトリエンナーレであり、博覧会国際事務局から認定された国際博覧会（特別博）である。